# Magyar Posta
Magyar Posta Zrt. (Ungarsk for "Ungarns Postvæsen") er Ungarns nationale postvæsen. Udover normale postopgaver, så varetager de også logistik-, bank- og markedsføringsopgaver.

## Eksterne links
- Ungarns Postvæsens hjemmeside